# Autostrada A15 (Belgia)
Autostrada belgiană A15 (clasificată ca E42) este o autostradă care leagă Liège de Houdeng-Gœgnies, trecând prin Namur și Charleroi. Autostrada pornește din apropierea aeroportului din Liège, trece pe lângă Huy, Namur și aeroportul Charleroi – Bruxelles Sud, și se termină la Houdeng-Gœgnies. Deși „autostrada Valoniei” este un concept mai puțin oficial, aceasta este definită ca fiind această secțiune prelungită până la Tournai și a fost subiectul unor aprinse dezbateri politice.

## Istoric

### Darea în folosință
- 1967 : Secțiunea Manage – Houdeng-Gœgnies

- 13 12 1967 : Secțiunea Loncin – Flémalle

- 1968 : Secțiunea Fleurus – Manage

- 1971 : Secțiunea Spy – Fleurus

- decembrie 1972 : Secțiunea Flémalle – Spy

## Traseu
| Descrierea traseului    | |                      |
| A15 E42                 | |                      |
| Loncin                  | Nod rutier între A3, A602r și A15: Bruxelles, Louvain, Aachen, Verviers, Sankt Vith, Prüm, Maastricht, Anvers; Liège, Luxemburg.                                                           | A3 A602r E25 E40 E42 |
| 3 - Liège Aéroport      | Orașe deservite: Hannut, Aeroportul Liège (nod rutier parțial) (sens Liège → Mons). | N637                 |
| Grâce-Hollogne          | Nod rutier între A604 și A15: Liège, Seraing, Grâce-Hollogne. | A604                 |
| 3 - Liège Aéroport      | Orașe deservite: Aeroportul Liège (nod rutier parțial) (sens Mons → Liège). |                      |
| 4 - Flémalle            | Orașe deservite: Flémalle, Horion-Hozémont. | N677                 |
|                         | Zonă de parcare: Hozémont (în ambele sensuri). |                      |
|                         | Viaductul Horion-Hozémont (300 m). |                      |
| 5 - Saint-Georges       | Orașe deservite: Amay, Saint-Georges-sur-Meuse, Verlaine. | N614                 |
|                         | Pod peste Yerne. |                      |
|                         | Zonă de servicii: Verlaine (în ambele sensuri). |                      |
| 6 - Villers-le-Bouillet | Orașe deservite: Waremme, Huy, Villers-le-Bouillet. | N65                  |
| 7 - Huy Braives         | Orașe deservite: Hannut, Braives, Huy, Wanze. | N64                  |
|                         | Viaductul Huccorgne (547 m). |                      |
|                         | Viaductul Lavoir (300 m). |                      |
| 8 - Huy Héron           | Orașe deservite: Huy, Wanze, Héron. | N643                 |
|                         | Zonă de parcare: Frénia (în ambele sensuri). |                      |
| 9 - Andenne             | Orașe deservite: Andenne, Bierwart. | N921                 |
|                         | Granița provincială între Liège și Namur |                      |
| 10 - Hingeon            | Orașe deservite: Hannut, Hingeon. | N80                  |
| 10a - Fernelmont        | Orașe deservite: Fernelmont, Noville-les-Bois. | N942                 |
|                         | Zonă de parcare: Fernelmont (în ambele sensuri). |                      |
| Intersecție             | Nod rutier între A4 și A15: Bruxelles, Wavre; Luxemburg, Namur. | A4 E411              |
|                         | Zonă de parcare: Hulplanche (în ambele sensuri). |                      |
|                         | Viaductul Rhisnes (320 m). |                      |
| 12 - Namur-Ouest        | Orașe deservite: Gembloux, La Bruyère, Namur. | N4                   |
|                         | Viaductul Temploux (1000 m). |                      |
| 13 - Spy                | Orașe deservite: Spy, Éghezée. | N93                  |
|                         | Zonă de servicii: Spy (în ambele sensuri). |                      |
|                         | Viaductul Onoz (320 m). |                      |
| 14 - Sambreville        | Orașe deservite: Ligny, Sambreville. | N98                  |
|                         | Granița provincială între Namur și Hainaut |                      |
| 15 - Fleurus            | Oraș deservit: Fleurus. | N29                  |
| Heppignies              | Nod rutier între R3, R3a și A15: Beaumont, Charleroi, Châtelet, Heppignies, Aeroportul Charleroi – Bruxelles Sud, Zona Industrială Multimodale MCC, Zona Industrială Heppignies, Aéropôle. | R3 R3a               |
|                         | Zonă de parcare: Les Amoudries (în ambele sensuri). |                      |
| 16 - Gosselies-Nord     | Orașe deservite: Genappe, Waterloo. | N5                   |
| 16b - Gosselies-Nord    | Orașe deservite: Charleroi, Gosselies. | N5                   |
| Thiméon                 | Nod rutier între A54 și A15: Charleroi, Zonă expozițională, Zona Industrială Jumet; Bruxelles, Nivelles.                                                                                   | A54 E420             |
|                         | Viaductul Viesville (550 m). |                      |
| 17 - Courcelles         | Orașe deservite: Courcelles, Pont-à-Celles, Gouy-lez-Piéton, Roux. |                      |
| Gouy                    | Nod rutier între R3 și A15: Philippeville, Beaumont, Charleroi-vest, Chapelle-lez-Herlaimont, Fontaine-l'Evêque.                                                                           | R3                   |
|                         | Pod peste Piéton. |                      |
| 18 - Seneffe            | Orașe deservite: Ronquières, Seneffe, Zona Industrială Feluy, Zona Industrială Seneffe. | N59                  |
| 18b - Morlanwelz        | Orașe deservite: Thuin, Anderlues, Chapelle-lez-Herlaimont. | N59                  |
| 19 - Manage             | Orașe deservite: Binche, Manage. | N27                  |
| Bois d'Haine            | Nod rutier între A501 și A15: Philippeville, Beaumont, Charleroi-vest, Chapelle-lez-Herlaimont, Fontaine-l'Evêque.                                                                         | A501                 |
|                         | Viaductul Louvière (220 m). |                      |
| 20 - Houdeng            | Orașe deservite: Houdeng-Gœgnies, Manage. | N27                  |
| Houdeng-Gœgnies         | Nod rutier între A7 și A15: Paris, Lille, Tournai, Mons (nod rutier parțial). | A7 E19 E42           |
| A15 E42                 | |                      |